# Asynetha longivalva
Asynetha longivalva is een vlinder uit de familie van de zakjesdragers (Psychidae). De wetenschappelijke naam van de soort is voor het eerst geldig gepubliceerd in 1977 door Jean Bourgogne.